# Мэнсон, Эми
Эми Мэнсон (англ. Amy Manson; род. 9 сентября 1985, Абердиншир, Шотландия, Великобритания) — британская актриса шотландского происхождения.

## Ранняя жизнь
Родилась и выросла в Абердиншире, Шотландия. Актёрскому мастерству обучалась в Центральной школе сценической речи и драматического искусства в Лондоне. Она прервала обучение специально для поездки в Румынию на съёмки фильма «Услуги преисподней стоят дорого 2».

## Карьера
Дебютировала в 2006 году на телевидении, появившись в эпизоде сериала «Чисто английское убийство». Затем снималась в низкобюджетных фильмах ужасов «Услуги преисподней стоят дорого 2» и «Обезьяна-убийца». В 2008 Эми Мэнсон исполнила роль Падчерицы в театральной постановке «Шесть персонажей в поисках автора», которая была показана в нескольких театрах Шотландии. В 2010 сыграла роль Лиззи Сиддал, натурщицы и музы поэта Данте Габриела Россетти (в исполнении Эйдана Тёрнера) в мини-сериале «Отчаянные романтики» и в том же году снялась в роли вампирши Дейзи во втором сезоне сериала «Быть человеком».  В следующем году снялась в недолго просуществовавшем сериале «Изгои».
Известность к Мэнсон пришла в 2015, когда она получила регулярную роль Мериды в сериале ABC «Однажды в сказке». На съёмках сериала она познакомилась с актёром Робертом Карлайлом, тоже шотландцем, в 2017 они вместе снялись в фильме «T2: Трейнспоттинг» Дэнни Бойла.
В 2018 стало известно, что актриса сыграет одну из главных ролей в фильме режиссёра Тони Джильо «Doom» по мотивам одноимённой игры.

## Фильмография
| Год       |    | Русское название                            | Оригинальное название    | Роль                      |
| --------- | -- | ------------------------------------------- | ------------------------ | ------------------------- |
| 2006      | с  | Чисто английское убийство                   | The Bill                 | Мартин Маккензи           |
| 2007      | с  | Моя семья                                   | My Family                | девушка на кастинге       |
| 2007      | тф | Услуги преисподней стоят дорого 2: Вендетта | Pumpkinhead: Blood Feud  | Джоди Хэтфилд             |
| 2007      | тф | Обезьяна-убийца                             | Blood Monkey             | Эми Армстронг             |
| 2008      | с  | Торчвуд                                     | Torchwood                | Элис Гаппи                |
| 2009      | с  | Отчаянные романтики                         | Desperate Romantics      | Элизабет (Лиззи) Сиддал   |
| 2010      | с  | Быть человеком                              | Being Human              | Дейзи Ханниган-Спитери    |
| 2010      | с  | Мисс Марпл Агаты Кристи                     | Agatha Christie's Marple | Джинджер Корриган         |
| 2011      | с  | Изгои                                       | Outcast                  | Флёр Морган               |
| 2011      | с  | Отбросы                                     | Misfits                  | Лия                       |
| 2013      | ф  | Не просто счастливый конец                  | Not Another Happy Ending | Дарси                     |
| 2014—2015 | с  | Атлантида                                   | Atlantis                 | Медея                     |
| 2015—2016 | с  | Однажды в сказке                            | Once Upon a Time         | принцесса Мерида          |
| 2017      | ф  | T2: Трейнспоттинг                           | T2 Trainspotting         | женщина в клубе           |
| 2017      | с  | Белая принцесса                             | The White Princess       | леди Кэтрин (Кэти) Гордон |
| 2018      | с  | Наследие                                    | Legacies                 | Дриада                    |
| 2019      | ф  | Doom: Аннигиляция                           | Doom: Annihilation       | Джоан Дарк                |
| 2021      | ф  | Спенсер                                     | Spencer                  | Анна Болейн               |
| 2021      | ф  | Она будет                                   | She Will                 | Лоис                      |
| 2021—2023 | с  | Невероятные                                 | The Nevers               | Сара / Меледи             |
| 2023      | с  | Дипломатка                                  | The Diplomat             | Джизель                   |
| 2023      | с  | Химия смерти                                | The Chemistry of Death   | Эллен Маклеод             |
| 2023      | с  | Тела                                        | Bodies                   | Шарлотт Хиллингхед        |
| 2024      | с  | Ребус                                       | Rebus                    | Рона Монкрифф             |